# رضاشاه روحت شاد
«رضاشاه روحت شاد» یک شعار سیاسی است. این شعار پس از حدود ۴۰ سال از براندازی سلسله پهلوی در ایران مطرح شد. «رضاشاه روحت شاد» نخستین بار در تظاهرات ضدحکومتی دی ۱۳۹۶ در ایران توسط مردم معترض فریاد زده شد. دامنه تعابیر این شعار ممکن است علاوه بر ستایش رضاشاه و اقدامات او، مخالفت با نظام جمهوری اسلامی ایران را نیز شامل شود. همچنین این شعار به نوعی نفی اقدامات گذشته در براندازی نظام پادشاهی در جریان انقلاب اسلامی ایران نیز تلقی می‌شود.

## تاریخچه

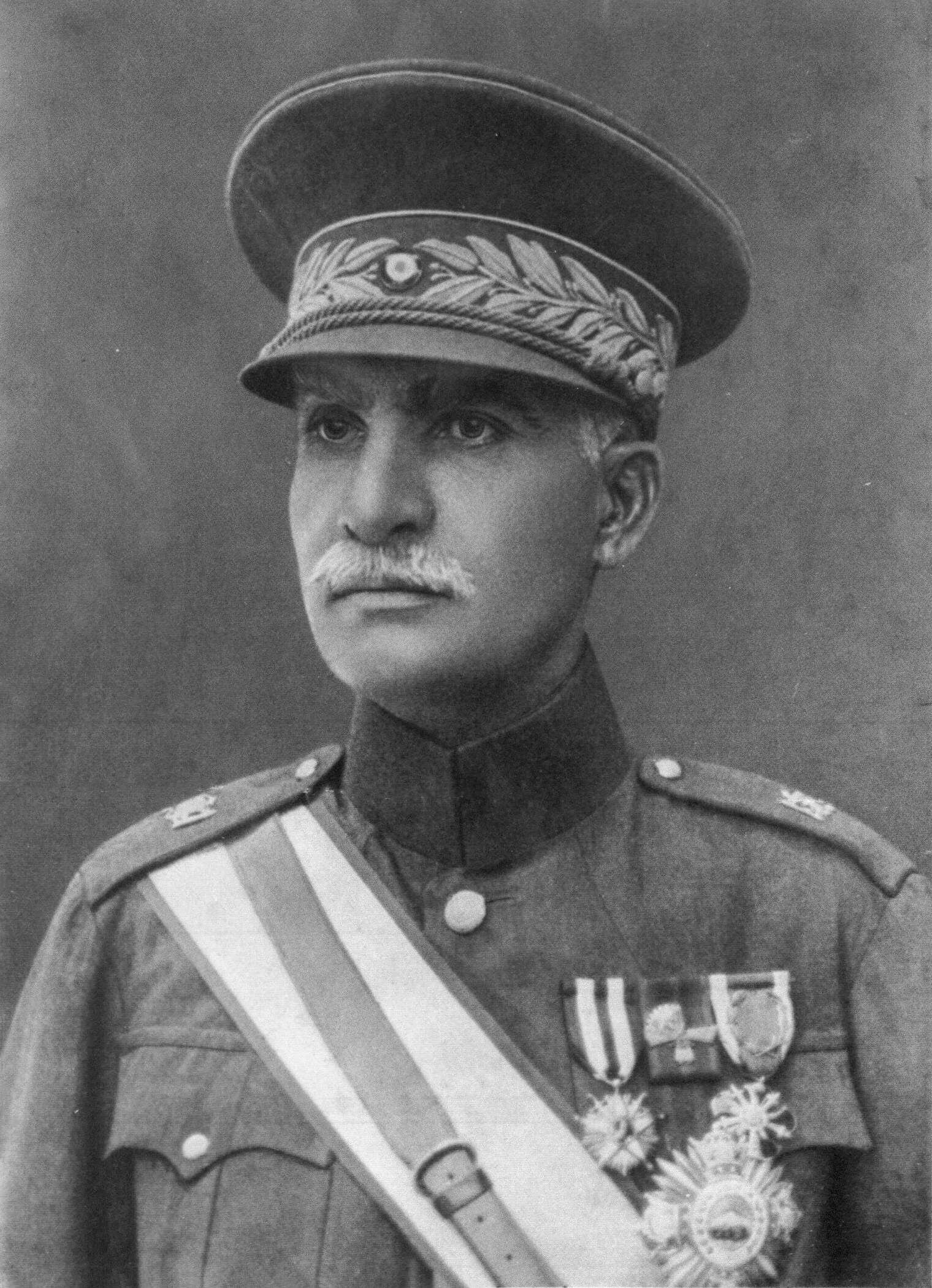
رضاشاه پهلوی با لباس نظامی

نخستین بار در تظاهرات ۱۳۹۶ ایران در مشهد و در جوار مسجد گوهرشاد، عده ای از معترضان فریاد «رضاشاه روحت شاد» سر دادند. این شعار به سرعت در دیگر شهرها از زبان مردم معترض شنیده شد. رضاشاه روحت شاد بارها در قم که پایتخت مرجعیت روحانیون شیعه است فریاد زده شد. در سال ۱۳۹۷ نیز این شعار بارها تکرار شد. در عصر جمعه ۷ اردیبهشت ۱۳۹۷ فریاد «رضا شاه، روحت شاد» در ورزشگاه آزادی تهران طنین انداز شد. این شعار در حین بازی فوتبال پرسپولیس تهران توسط تماشاگران فریاد زده شد. بار دیگر در ۹ مهر ۱۳۹۷ در یک بازی فوتبال در استادیوم پارس شهر شیراز، این شعار توسط تماشاچیان تکرار شد. در تیرماه همان ۱۳۹۷ نیز این شعار در جلوی ساختمان مجلس شورای اسلامی توسط عده‌ای از معترضان اقتصادی سرداده شد که جنجال آفرید. در تظاهرات تیر ۱۳۹۷ تهران بازاریان اهل تهران این شعار را در کنار شعارهای دیگری همچون «نه غزه، نه لبنان، جانم فدای ایران» در اعتراضات خود بکار گرفتند.
در تظاهرات سراسری مرداد ۱۳۹۷ این شعار در اعتراضات بکار برده‌شد. در سه‌شنبه ۹ مرداد ۱۳۹۷ این شعار توسط مردم معترض در منطقه شاپور جدید در اصفهان، همراه با شعارهایی همچون «مرگ بر دیکتاتور» و «سوریه رو رها کن، فکری به حال ما کن» علیه نظام حکومتی سر داده‌شد.
در عصر جمعه ۶ اردیبهشت ۱۳۹۸ فریاد «رضا شاه، روحت شاد» بار دیگر در ورزشگاه آزادی تهران طنین انداز شد. این شعار بازهم در حین بازی فوتبال پرسپولیس تهران توسط تماشاگران فریاد زده شد.
در اعتراضات آبان ۱۳۹۸ ایران این شعار در آبان ۱۳۹۸ در شهرهای مختلف ایران توسط معترضان به گرانی ۳۰۰ درصدی و سهمیه بندی بنزین به کار برده شد. و به همراه شعارهای توپ تانک فشفشه «آخوند باید گم بشه» و دشمن ما همینجاست دروغ میگن آمریکاست از شعارهای اصلی اعتراضات بود.
بار دیگر، شعار «رضاشاه روحت شاد» در اعتراضات تابستان ۱۴۰۰ ایران سر داده شد. این مردم ایذه بودند که در تجمع اعتراضی خود از این شعار استفاده کردند. در تاریخ ۴ مرداد ۱۴۰۰ (مصادف با سالگرد درگذشت رضاشاه) کاسبان پاساژ علاءالدین در تهران بلافاصله پس از قطعی برق دست به تظاهرات زدند. این معترضان در داخل پاساژ شعارهایی اعتراضی همچون «رضاشاه روحت شاد» سر دادند. تصاویری هم از یکی از ایستگاه‌های مترو تهران منتشر شده که در آن معترضان شعار «رضاشاه روحت شاد» سر می‌دهند.
در تاریخ ۳ آذر ۱۴۰۰ و در اعتراضات مردم شهرکرد به ناکارآمدی نظام جمهوری اسلامی در مدیریت منابع آب، معترضان شعار «رضاشاه روحت شاد» سر دادند.
شعار «رضاشاه روحت شاد» در اعتراضات ۱۴۰۰ اصفهان توسط مردم معترض فریاد زده شد.
همچنین رضاشاه روحت شاد در اعتراضات اردیبهشت ۱۴۰۱ ایران هم در شهرهای گوناگون ایران توسط مردم معترض به حاکمیت روحانیت فریاد زده شد.
در اعتراضات خرداد ۱۴۰۱ ایران هم این شعار در شهر آبادان و خرمشهر و شهرهای دیگر سرداده شد.
در تاریخ ۹ خرداد ۱۴۰۱ و در جریان بازی باشگاه فوتبال استقلال تهران و باشگاه فوتبال نفت مسجدسلیمان این شعار در ورزشگاه آزادی توسط تماشاچیان سر داده‌شد. هزاران تماشاچی این شعار را به نحوی آهنگین اجرا کردند.
در تاریخ ۱۸ خرداد ۱۴۰۱ و در تجمع اعتراضی جمعی از بازنشستگان در مقابل خانه کارگر در تهران، معترضان این شعار را فریاد زدند.
در ۲۲ خرداد ۱۴۰۱ و در اعتراضات بازنشستگان تأمین اجتماعی، این شعار در شهرهای شیراز و اصفهان توسط بازنشستگان به همراه شعارهایی مانند «فتنه ۵۷ باعث فقر ملت» و «توپ تانک فشفشه، آخوند باید گم بشه» سرداده شد. در ۲۳ خرداد توسط بازنشستگان و مردم معترض در شهر دورود استان لرستان این شعار همراه شعارهایی مانند «رئیسی حیا کن، مملکتو رها کن» سرداده شد.
در ۲۴ خرداد ۱۴۰۱ در شهر کازرون استان فارس این شعار توسط معترضان سرداده شد.
در تاریخ ۲۷ خرداد ۱۴۰۱ شماری از کسبه و بازاریان شهر فسا در استان فارس، در اعتراض به گرانی و مالیات‌های سنگین، با تعطیل کردن مغازه‌هایشان و تجمع مقابل فرمانداری این شهر، شعار «رضا شاه روحت شاد» سر دادند.

### خارج از ایران
در تاریخ ۱۰ فوریه ۲۰۱۹ مصادف با چهلمین سالگرد انقلاب اسلامی ۱۳۵۷، جمعی از ایرانیان مقیم کشور بریتانیا، با برگزاری تجمعی مقابل سفارت جمهوری اسلامی در شهر لندن، شعارهایی همچون «رضاشاه روحت شاد»، «مرگ بر خامنه‌ای» و «مرگ بر اصل ولایت_فقیه» سر دادند.
همچنین در همان تاریخ، گروهی دیگر از مخالفان حکومت جمهوری اسلامی، با برگزاری یک تجمع در شهر استکهلم پایتخت کشور سوئد، شعارهایی همچون «رضاشاه روحت شاد»، «زنده و جاوید باد حکومت پهلوی»، «مرگ بر جمهوری اسلامی» و «جمهوری اسلامی نابود باید گردد» سر دادند.

### شعارهای مرتبط
در تظاهرات ۱۳۹۶ ایران دسته‌ای از شعارها به ایران پیش از روی‌کار آمدن نظام جمهوری اسلامی ارجاع داشت. این دسته از شعارها غالباً در هواخواهی شاهنشاهی پهلوی بود. از جمله این شعارها می‌توان شعارهایی همچون «ای شاه ایران برگرد به ایران»، «شاه برگرد شاه برگرد شاه برگرد»، «شاهنشاه روحت شاد»، «رضا، رضا پهلوی»، «رضا شاه معذرت معذرت»، «ولیعهد کجایی به داد ما بیایی»، «ایران که شاه نداره حساب و کتاب نداره» را نام برد.
در اعتراضات ۱۴۰۰ خوزستان شعاری مشابه با عنوان «رضاشاه شرمنده‌ایم» توسط معترضان اهل ایذه فریاد زده شد. در اعتراضات ۱۴۰۰ اصفهان معترضان شعار مشابهی تحت عنوان «رضاشاه کجایی، به داد ما بیایی» سر دادند. در تجمع ۲۲ خرداد ۱۴۰۱ بازنشستگان تأمین اجتماعی در اصفهان معترضان شعاری مشابه تحت عنوان «فتنه ۵۷ باعث فقر ملت» را فریاد زدند.
در اعتراضات ۱۴۰۱ ایران معترضان شعار «رضاشاه میمیریم،ایران رو پس میگیریم » و همچنین «شاهنشاه روحت شاد» را هم سر دادند 

## واکنش‌ها

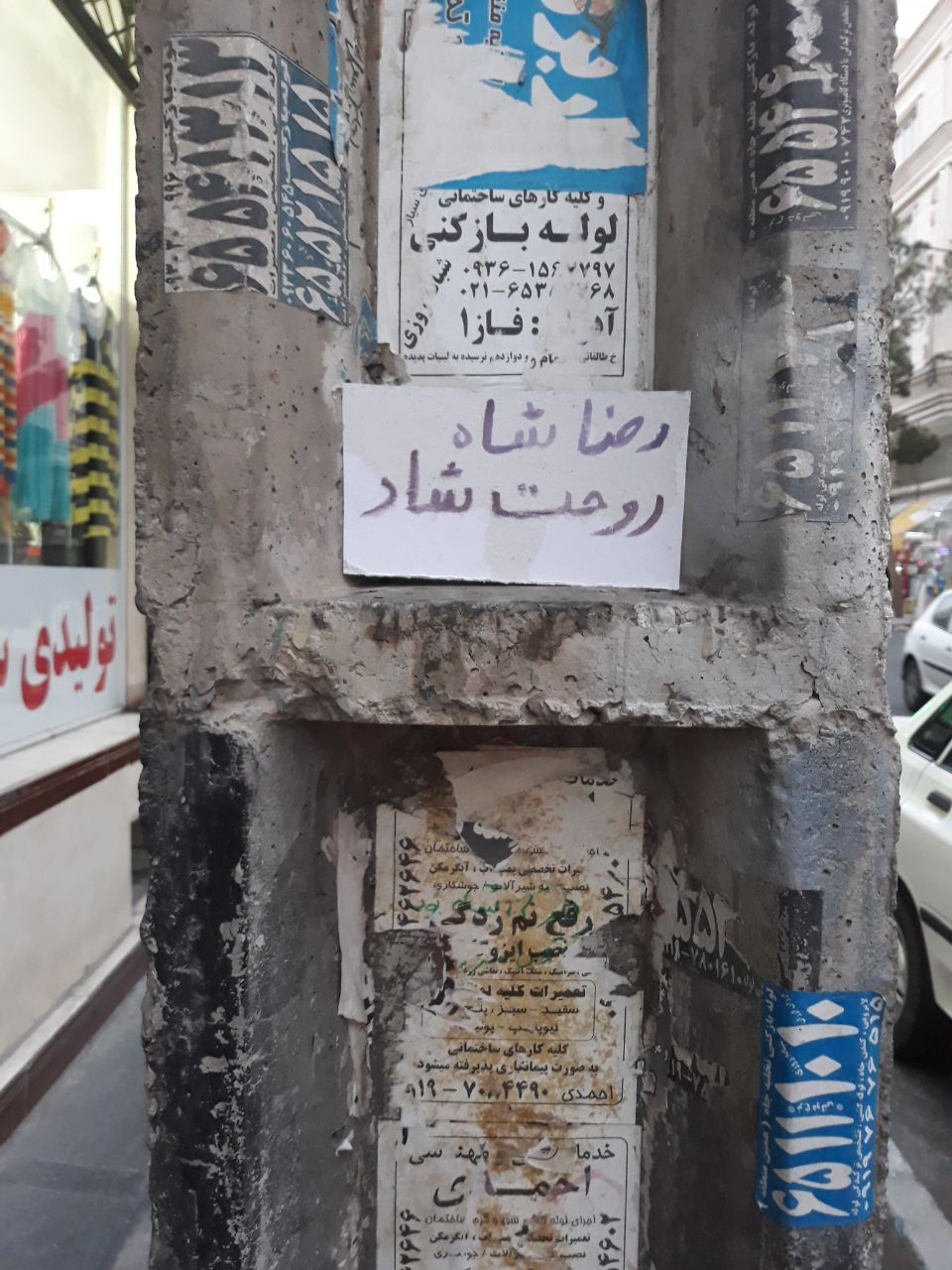
تراکتی که بر رویش شعار رضاشاه روحت شاد نوشته شده.

از ابتدای به‌کارگیری این شعار، رضاشاه روحت شاد واکنش‌هایی را چه از نوع حمایت و چه در مقام مخالفت درپی‌داشت.

### دیدگاه آکادمیک
به اعتقاد سیدجواد میری دانشیار جامعه‌شناسی در پژوهشگاه علوم انسانی و مطالعات فرهنگی، یکی از دلایل ظهور این شعار، نقص گفتمان عمومی در جمهوری اسلامی ایران نسبت به «انکار مطلق پهلوی» و توصیف گذشته ایران با القابی همچون «طاغوت» بود. به گفته او، این شعار بیش از آنکه مدیون شخص رضاشاه پهلوی باشد، متأثر از «سیاه نمایی‌هایی» است که در رسانه‌های جمعی وابسته به نظام و توسط آموزش و پرورش در طول دوران جمهوری اسلامی برساخت شده‌است.
به باور مرتضی مردیها مدرس و نویسنده علوم سیاسی، این شعار بیشتر از اینکه در مقام ابراز اشتیاق به نظام پادشاهی و سلطنت‌طلبانه باشد نشانه «عمق زیاد نارضایتی» و «نفرت از وضع موجود» در جامعه ایران است. مردیها رویکرد به سردادن شعارهای رئالیستی را بیشتر موضوعی «عارضی» می‌داند تا «ذاتی». او دیو ساختن و درمقابل آن بت‌سازی از شخصیت‌های سیاسی همچون شاه و محمد مصدق را کار نابجایی دانسته‌است. به اعتقاد مردیها اوضاع جامعه و مردم ایران در دوران پهلوی بدتر از دوران جمهوری اسلامی نبود. علاوه بر این، در تحلیل این شعار ضمن اینکه بدی‌های دوران پهلوی را انکار نمی‌کند و برخی از آنها را برمی‌شمرد، سهم بزرگی از معضلات دوران حکومت پهلوی را ناشی از «عقب ماندگی مردم» آن زمانه می‌داند تا خود حکومت. مردیها در این تحلیل گفت:
انکار نکردن بدی‌های آن زمان چیزی است، و انصاف دادن به اینکه اگر با همان وضعیت ادامه می‌دادیم الان کجا بودیم، چیز دیگر. ایده پشت آن شعارهای سلطنت‌گرا این است نه آن.— مرتضی مردیها، 
امیر یحیی آیت‌اللهی، پژوهشگر فلسفه در تحلیل خود از این شعار ابراز می‌کند که رضاشاه را باید در قالب همان دوران حکومتش سنجید و نه در ظرف ارزش‌های امروزین. او می‌افزاید که در زمانی که رضاشاه حاکم ایران بوده قاره اروپا و متعاقباً تمام جهان گرفتار فاشیسم دولتی بود و باید رضاشاه را در ظرف زمانی و مکانی دوران خودش سنجید. او روی هم رفته استنتاج می‌کند که رضاشاه و فرزندش خلاف تبلیغات نظام جمهوری اسلامی هیچ‌کدام دین‌ستیز نبودند و استبداد ورزی این دو حاکم نیز از دو حکومت پیشین و پسین خود بیشتر نبوده‌است. به اعتقاد آیت‌اللهی مسئله این شعار به رضاشاه و «مدرنیزاسیون از بالا» مربوط باشد به نسبت اپوزیسیون کلاسیک با ساخت سیاسی پسا انقلابی در ایران ربط دارد که به گفته او «مبهم» است.
به عقیده رابرت اسپنسر نویسنده منتقد اسلام، معترضانی که شعار رضاشاه روحت شاد را سر می‌دهند، دارند تأکید می‌کنند که حکومت جمهوری اسلامی را نمی‌خواهند.
صادق زیباکلام استاد علوم سیاسی دانشگاه تهران نیز به تحلیل این شعار پرداخته‌است. او در این تحلیل تجدید گرایش به دودمان پهلوی در جامعه ایران را حسی نوستالژیک می‌داند که ناشی از سرخوردگی جوانان از انقلاب اسلامی است و نه عدم آگاهی آن‌ها از تاریخ. با این حال او از همگان با هر قضاوتی از تاریخ خواست تا رای ۹۸ درصدی مردم (با گرایش‌های سیاسی گوناگون) به جمهوری اسلامی در سال ۱۳۵۸ را کتمان نکنند. او که خودش از مدافعان اقدامات رضاشاه پهلوی است، کتابی تحت عنوان رضاشاه به رشته تحریر درآورده‌است. زیباکلام در مصاحبه‌ای پیرامون اقدامات رضاشاه می‌گوید:
 من معتقدم تاریخ بهترین تعیین‌کننده‌است به شرطی که تحریف نشود؛ به نظر من رضاشاه خدمات زیادی را به ایران کرد؛ من معتقدم که ایران مدیون دو نفر است؛ یکی شمشیر آغامحمدخان و دیگری چکمه رضاخان؛ هر چند در دوران رضاشاه فضای بسته و دیکتاتوری حاکم بود ولی همین رضاخان توانست یکپارچگی را در ایران حفظ کند و تمامیت ارضی را حفظ کند و خدمات عمرانی زیادی را برای ما به ارمغان بیاورد.— صادق زیباکلام، 
ابراهیم فیاض جامعه‌شناس و مردم‌شناس نزدیک به جناح اصولگرا، با شبیه‌دانستن اشرافی‌گری به‌وجود آمده در دوران حکومت جمهوری اسلامی و اواخر دورهٔ قاجار معتقد است: «رضاشاه روحت شاد، از یک‌سو واکنشی به اشرافیت مذهبی است و از سوی دیگر مطالبهٔ یک فضای سیاسی و اجتماعی جدید است برای رها شدن از شر این اشرافیت مذهبی.»
طبق تحلیل محمد رهبر پس از انقلاب ۵۷ تمامی افراد و احزابی که خواهان سکولار دموکراسی بودند سرکوب شدند و رضاشاه در زمین بایر سیاست ایران به یگانه نماینده یک حکومت سکولار و توسعه محور شده
بر اساس تحلیل مجید محمدی تحلیلگر سیاسی، این شعارهای «شاه دوستانه» و «نوستالژیک» بیشتر از اینکه سلطنت‌طلبانه یا مشروطه‌خواهانه باشند، نشان دهنده «نارضایتی مردم از جهت‌گیری اقتصادی و اجتماعی و نارضایتی از جایگاه کشور در جامعه بین‌المللی» و «ناامیدی مردم از اصلاح امور و تغییر روند ناکارآمدی حکومت» است. بنا بر اظهارات محمدی بخشی از ملت ایران به شاهنشاهی پهلوی به عنوان حکومتی نگاه می‌کنند که در جامعه جهانی احترام داشت. به گفته محمدی، ایرانِ عصر پهلوی شرایطی به مراتب بهتر نسبت به کشورهایی همچون ترکیه و کره جنوبی داشت. محمدی یادآور شد که ایران در سال ۱۹۸۰ میلادی از لحاظ تولید ناخالص داخلی در ردیف هفدهم جهان و ترکیه در ردیف بیست و هفتم بود، اما در سال ۲۰۱۴ ترکیه بر اساس همان شاخص در ردیف هفدهم جای دارد، درحالی‌که رتبه ایران به ردیف بیست و یکم نزول کرده‌است. محمدی در این باره افزود که در مورد کره جنوبی نیز در سال ۱۹۷۷ درآمد سرانه ایران ۲ برابر درآمد سرانه این کشور بود، درحالی‌که در سال ۲۰۱۲، درآمد سرانه کره جنوبی ۵ برابر درآمد سرانه ایران بود. محمدی اظهار داشت که ایران در دوران جمهوری اسلامی از لحاظ اعتبار گذرنامه، فرار مغزها و سرمایه‌گذاری خارجی شرایط به مراتب بدتری نسبت به دوران پهلوی داشته‌است.

### حامیان
مدافعان رضاشاه او را پدر «ایران نوین» می‌دانند. گویا مخالفت او با روحانیت و نظمی که در ایران آن زمان ایجاد کرد، از انگیزه‌های شعار دهندگان برای حمایت از اوست. به دیدگاه مهدی مظفری جامعه‌شناس، این یک شعار «استراتژیک» است که مستقیماً ذات حکومت ولایت فقیه را نشانه گرفته‌است. به باور او دلیل اینکه مردم در شعارهایشان بیشتر به رضاشاه «رغبت» داشتند تا فرزندش محمدرضاشاه، «ضدیت» و «قاطعیت» او با روحانیت شیعه دوازده امامی بود. برخلاف محمدرضا پهلوی، رضاشاه برای مقابله با نفوذ کمونیست‌ها در ایران، هرگز حاضر نشد تا بر قدرت روحانیون بیفزاید.
علیرضا نوری‌زاده نویسنده و روزنامه‌نگار، دربارهٔ این شعار گفت: 
به همان اندازه که خمینی از فردای مرگش اعتبار خود را از دست داد، رضا شاه اعتبار گرفت. این موضوع را کار کوچکی ندانید وقتی می‌بینید که یک فرزند دلبسته انقلاب که از همان روزهای نخست سراپا در خدمت انقلاب بود و با همه جوانی در برهه انقلاب فرهنگی، در دانشگاه نقش ممیز را بازی کرد و ده‌ها مقاله و تحقیق و خطابه دربارهٔ انقلاب و رهبری و اسلام ناب انقلابی محمدی نوشت و بازگفت، منظورم دکتر صادق زیباکلام، استاد سرشناس دانشکده حقوق دانشگاه تهران است، با شجاعت قابل تحسینی در یک مناظره تلویزیونی در برابر چشم و گوش میلیون‌ها بیننده رضا شاه را می‌ستاید که به او هویت داده‌است و می‌گوید که بخش بزرگی از هر آنچه امروز دارد، به همت آن مرد به دست آمده‌است.— علیرضا نوری‌زاده، پنج شنبه ۱۱ آذر ۱۴۰۰ برابر با ۲ دسامبر ۲۰۲۱

### مخالفان
- بیژن نوباوه وطن عضو پیشین مجلس شورای اسلامی و مدیر مسئول روزنامه عصر ایرانیان در ۱۳ مرداد ۱۳۹۷ در یک نشست رسانه‌ای به مخالفت با این شعار برخاست. او ضمن دفاع از حکومت جمهوری اسلامی گفت: «کسانی که امروز می‌آیند و شعار «رضاشاه روحت شاد» سر می‌دهند، هدف شان تنها بازگرداندن ایران به دوران خفقان پهلوی است.»[۴۹]
- مسعود رضایی، نماینده پیشین مجلس شورای اسلامی در مصاحبه با خبرگزاری دفاع مقدس در مقام مخالف با این شعار برخاست. او این شعار را «غیر منطقی» خواند. علاوه بر آن او مدعی شد که سر دادن این شعار نشانه این است که مردم و به خصوص نسل جدید «تحلیل درستی» از تاریخ دوران پهلوی ندارد.[۵۰]
- سازمان مجاهدین خلق نیز به مخالفت با این شعار برخاست.[۵۱] در جریان اعتراضات اقتصادی در جلوی ساختمان مجلس شورای اسلامی در تیر ۱۳۹۷ این معترضان این شعار را فریاد زدند. این سازمان مأموران امنیتی جمهوری اسلامی را به همکاری و تحریک مردم معترض به سردادن این شعار در جریان آن اعتراض متهم کرد. همچنین این سازمان سیاسی، معترضانی که شعار سردادند را افرادی از «باند خامنه‌ای» خواند که قصد «تشویش اذهان» را داشتند و توسط نیروی انتظامی «مشایعت» می‌شدند.[۵۲]
- یوسف اباذری سردادن این شعار در مسجد گوهرشاد (محل واقعه مسجد گوهرشاد) را ناشی از «سیاست‌های ناشیانه جمهوری اسلامی» در روایت تاریخ دانست. او گفت که «سیاست تحقیر ساواک» و «روایت ناشیانه از سلطنت رضاشاه و محمدرضاشاه در کتاب‌های درسی جمهوری اسلامی» باعث رشد نسلی از مردم شده که «همچون کودک» فکر می‌کنند و عاجز از درک حقایق حکومت پهلوی هستند. او همچنین ادعا کرد که شعاردهندگان جوانانی هستند که هیچ شناختی از زمان پهلوی ندارند.[۵۳]